# Alfonso Ferrero de Gubernatis Ventimiglia
Alfonso Ferrero de Gubernatis Ventimiglia (Torino, 21 ottobre 1871 – Torino, 10 gennaio 1961) è stato un imprenditore, dirigente sportivo, allenatore di calcio e calciatore italiano, di ruolo attaccante.

## Carriera
Marchese, fu tra i fondatori del Nobili Torino, con Luigi Amedeo di Savoia-Aosta ed il barone Casana, che per fondazione (anno 1889) risulta la seconda squadra più antica d'Italia, successiva solo al Torino FCC, nato nel 1887. Nel 1891 il Nobili Torino si fuse con il Torino FCC per dare vita all'Internazionale Torino.
Nel 1899 fu tra i fondatori della FIAT.
Fu presidente dell'UAI, poi diventato ACI, dal 1904 al 1905.
Dal 1911 al 1912 fu anche presidente della FIGC di cui riportò la sede a Torino.
Dal 1913 al 1932 fu anche presidente della Federazione Italiana Scherma.
Conclusa la propria carriera da calciatore, entrò nella dirigenza della Torinese come presidente, portando in società le casacche giallo-arancio nere.

### Calciatore
Dopo aver partecipato alla fondazione del Nobili Torino, ove rimase sino alla fusione con il Torino FCC avvenuta nel 1891.
Nel gennaio 1897 è uno dei fondatori del Torinese di cui fu vice-presidente ed allenatore-giocatore.
Giocò nel Torinese nel primo campionato italiano di calcio, disputatosi nel 1898, venendo eliminato con il suo club nelle semifinali del torneo. L'anno seguente con la sua squadra venne eliminato nell'eliminatoria piemontese.